# Tomb Raider: Legenda
Tomb Raider: Legenda (ang. Tomb Raider: Legend) – komputerowa przygodowa gra akcji wyprodukowana przez Crystal Dynamics, wydana w 2006 roku przez Eidos Interactive na Windowsa, PlayStation 2, Xboksa, Xboksa 360, PlayStation Portable, GameCube’a, Game Boya Advance, DS-a i urządzenia mobilne. Siódma odsłona serii Tomb Raider, stanowiąca jej reboot i przedstawiająca nową wersję Lary Croft – tak pod względem prezencji, jak i biografii postaci.
W Legendzie Croft poszukuje mitycznego Excalibura, za rywalkę mając swoją dawną znajomą, Amandę Evert. Gracz osiąga postępy przemierzając liniowe poziomy, rozwiązując zagadki środowiskowe i pokonując przeciwników. Wersje na konsole przenośne przedstawiają tę samą fabułę, co wydania na komputery i konsole domowe, jednak rozgrywka w nich została dostosowana do specyfiki tych platform. Na urządzeniach mobilnych wykorzystano miejsca pojawiające się w wydaniach windowsowym i konsolowych, rozgrywkę adaptując na uproszczone, przeplatające się ze sobą poziomy platformowo-zręcznościowe i shoot ‘em up.
Po tym, jak poprzednia odsłona – Tomb Raider: The Angel of Darkness – została negatywnie oceniona przez recenzentów, Eidos odsunął autorów serii, Core Design, od dalszych prac nad marką, przekazując ją amerykańskiemu studiu Crystal Dynamics, które w 2004 rozpoczęło prace nad Legendą. Celem zespołu było odświeżenie serii, która według krytyków zatrzymała się w miejscu; w tym celu przeprojektowano zarówno rozgrywkę, jak i samą protagonistkę. Do pomocy zatrudniono Toby’ego Garda, oryginalnego twórcę Lary Croft, który mocno zaangażował się w projekt. Troels Brun Folmann skomponował muzykę, która zmienia się wraz z kolejnymi poziomami i postępami czynionymi przez gracza.
Po premierze Legenda spotkała się z ogólnie pozytywnym odbiorem ze strony recenzentów; wielu z nich stwierdziło, że dzięki niej seria powróciła na właściwe tory. Gra nominowana była do wielu branżowych nagród i wyróżnień, wygrywając w części plebiscytów. Wydania na GBA i DS-a zostały ocenione niżej, w dużej mierze ze względu na uboższą rozgrywkę wymuszoną słabszymi parametrami technicznymi konsol. Na całym świecie sprzedano 6,4 mln kopii Legendy, co pomogło ożywić markę Tomb Raider i przywrócić Larze Croft status ikony gier komputerowych. W 2007 ukazała się kontynuacja, Tomb Raider: Anniversary, będąca remakiem pierwszej gry z 1996 roku wplatającym jej fabułę do nowej linii czasowej, a w 2008 wieńczące trylogię Tomb Raider: Underworld. W 2011 gra doczekała się portu na PlayStation 3 w ramach zbiorczego wydania The Tomb Raider Trilogy.

## Opis

### Postacie

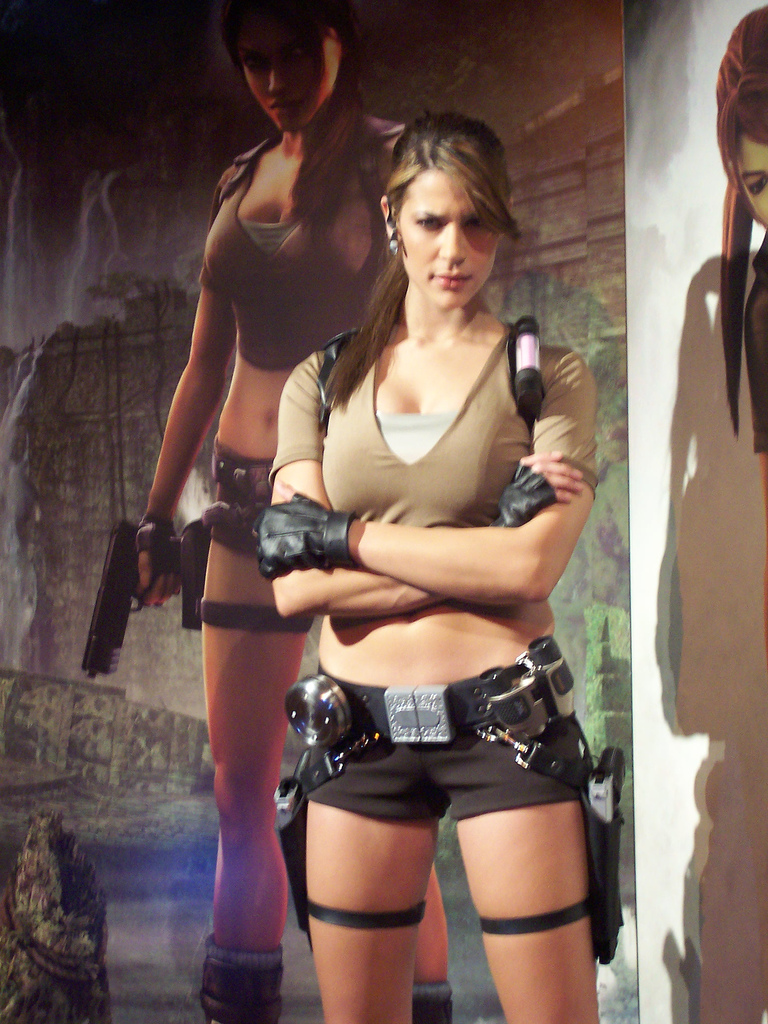
Karima Adebibe, oficjalna modelka Lary Croft, na tle plakatu z postacią.

Legenda przedstawia nową biografię Lary Croft (Keeley Hawes), brytyjskiej archeolog i poszukiwaczki przygód. Jako dziewczynka wraz z matką, Amelią (Ève Karpf), przeżyła katastrofę prywatnego samolotu. Poszukując schronienia w nepalskiej świątyni Amelia zniknęła po dotknięciu tajemniczego artefaktu, a opinia publiczna uznała Larę za jedyną ocalałą. W następnych latach towarzyszyła swojemu ojcowi, sir Richardowi Croftowi, w licznych ekspedycjach archeologicznych, aż ostatecznie ten zaginął w Kambodży i został uznany za zmarłego, kiedy Lara miała szesnaście lat. Chcąc za wszelką cenę wyjaśnić zaginięcie Amelii, Lara samodzielnie wyruszała na kolejne wyprawy archeologiczno-poszukiwawcze, stając się popularną bohaterką prasy brukowej, niesławną wśród kręgów naukowych ze względu na swoje teorie i metody.
Po rodzicach odziedziczyła rodzinną posiadłość w Anglii, będącą zarazem jej bazą wypadową i centrum operacyjnym. Z posiadłości poprzez komunikację satelitarno-radiową wspierają ją technik Zip (Alex Désert), badacz Alister Fletcher (Greg Ellis) i kamerdyner Winston Smith (Alan Shearman). Wśród ważniejszych postaci drugoplanowych, które spotyka Lara, są jej dawna znajoma Anaya Imanu (Melissa Lloyd), potentat medialny i reporter śledczy Tōru Nishimura (Paul Nakauchi) oraz kumichō yakuzy Shōgo Takamoto (Michael Hagiwara), z którym poróżniła się kiedyś w kwestii fałszywych antyków. Głównymi antagonistami są Amanda Evert (Kath Soucie) – dawna znajoma Lary, uznana za zmarłą podczas incydentu na wykopaliskach w Peru, oraz jej wspólnik – amerykański playboy James Rutland (Rino Romano).

### Fabuła
Samolot z Amelią i dziesięcioletnią Larą na pokładzie rozbija się w Himalajach. Kobiety znajdują schronienie w starożytnej świątyni, w której Lara odkrywa postument z tkwiącym w nim mieczem. Dotyka go i aktywuje artefakt oraz tajemniczy portal. Przerażona Amelia odsuwa ją, rozmawia z głosem z portalu, a następnie wyciąga miecz i znika. Kilkanaście lat później Lara wraz z Anayą i Amandą biorą udział w wykopaliskach w Paraíso. Badacze przebudzają starożytny byt strzegący grobowca, który zabija wszystkich poza nimi trzema. Uciekająca Lara pozostawia za sobą Amandę, uważając, że zginęła pod rumowiskiem.
Dorosła Lara udaje się do Boliwii, gdzie na stanowisku archeologicznym w Tiwanaku odnaleziono przedinkaski ołtarz podobny rzekomo do postumentu, który widziała w dzieciństwie. Na miejscu spotyka najemników Rutlanda i jego samego, będącego w posiadaniu fragmentu miecza identycznego jak ten z Nepalu. Konfrontuje się z nim, a ten na odchodne wspomina o Amandzie w taki sposób, jakby wciąż żyła. Lara leci do Peru, gdzie wraz z Anayą wracają do Paraíso. Udaje im się osuszyć grobowiec i odkryć, że Amanda przeżyła, a obecnie współpracuje z Rutlandem, żeby zdobyć miecz. W grobowcu natrafia na posąg ostatniej królowej Tiwanaku, której żywot nosi wiele podobieństw do króla Artura, oraz replikę jej miecza. Ustaliwszy, że prawdziwy artefakt został skradziony z Uniwersytetu Waseda przez Takamota, wybiera się do Tokio. Pokonuje gangstera i zdobywa fragment miecza, dowiadując się, że został odkryty przez jedenastowiecznego krzyżowca, rzekomego rycerza króla Artura. Po otrzymaniu informacji, że Rutland szuka czegoś w świątyni w Ghanie, w której badania prowadzili kiedyś jej rodzice, wybiera się tam i odkrywa, że celem jego poszukiwań jest Klucz Ghalali – talizman mogący scalić miecz. Przeszukując świątynię znajduje wisiorek Amelii. Konfrontuje się z Rutlandem i zabiera jego fragment miecza. Od Zipa i Alistera dowiaduje się, że Amanda włamała się do posiadłości Croftów, wierząc, że Richard przed śmiercią znalazł Klucz.
Lara ścigając Amandę dociera do Kazachstanu, gdzie w latach 50. XX wieku Sowieci założyli placówkę badawczą, mającą na celu zamienienie energii miecza w broń. Amanda napuszcza byt z Paraíso na Larę, tej jednak udaje się przed nim uciec i zdobyć kolejny fragment miecza. Znajduje też tarczę krzyżowca ze starożytną mapą. Podążając za nią dociera do nieczynnej atrakcji turystycznej o tematyce arturiańskiej w Kornwalii, którą w rzeczywistości zbudowano nad kompleksem grobowym króla Artura i niektórych jego rycerzy. Lara uświadamia sobie, że poszukuje Excalibura – jednego z wielu magicznych mieczy wykutych przez nieznaną cywilizację, wokół których późniejsze kultury wytworzyły monomity – rozbitego przez Artura, którego rycerze ukryli jego fragmenty w różnych zakątkach świata. Croft pokonuje węża morskiego i zdobywa fragment miecza pochowany wraz z legendarnym królem.
W rodzinnej posiadłości Lara uświadamia sobie, że Richard przed laty rzeczywiście znalazł w Ghanie Klucz Ghalali i dał go Amelii w zastępstwie wisiorka, który zgubiła, a obecnie znajduje się on we wraku samolotu w Nepalu. Postanawia go odnaleźć, żeby przekuć miecz na nowo i użyć go, przywracając tym dobre imię swojemu ojcu, którego środowisko naukowe wyszydzało za jego teorie na temat postumentów. Odnalazłszy Klucz Lara wraca do świątyni, w której przed laty schroniła się z matką; scala Excalibur, jednak postument ulega zniszczeniu. Powraca do Boliwii, żeby skorzystać z nieuszkodzonego postumentu, na miejscu spotykając Rutlanda i Amandę. Zabija najemnika i próbuje pogodzić się z dawną koleżanką, ta jednak odmawia i scala się z bytem. Lara pokonuje ją i umieszcza miecz na postumencie, aktywując portal, w którym widzi Amelię. Zdając sobie sprawę, że portale są szczelinami w czasoprzestrzeni, próbuje ostrzec matkę; ta panikuje, kiedy słyszy Amandę krzyczącą do Lary, żeby wyciągnęła miecz z postumentu, zanim ten ulegnie zniszczeniu. Lara – wściekła na Amandę za to, że to ona doprowadziła do śmierci jej matki – próbuje ją zabić. Ta ujawnia, że Amelia nie zginęła, a przeniosła się do Avalonu. Lara daruje życie Amandzie i wyrusza na poszukiwania matki.

## Rozgrywka
Tomb Raider: Legenda jest przygodową grą akcji, w której gracz wciela się w obserwowaną z perspektywy trzeciej osoby postać przemierzającą osiem poziomów rozsianych po różnych częściach świata. Jako Lara Croft gracz może skakać, wspinać się na krawędzie i przesuwać wzdłuż nich, wchodzić po drabinach i tyczkach, czołgać się przez ciasne przestrzenie, bujać na linie i tyczkach, wchodzić w interakcje z przedmiotami i przełącznikami, używać chwytaka magnetycznego do przyciągania obiektów i pokonywania rozpadlin, oraz pływać i przez ograniczony czas nurkować pod wodą. Używając kombinacji przycisków można wykonać dodatkowe ruchy, takie jak skok do wody z rozłożonymi ramionami. Na niektórych poziomach Lara siada za kierownicą motocykla, ścigając się z przeciwnikami i prowadząc z nimi wymianę ognia.
W celu dokonania postępów w wielu przypadkach konieczne jest rozwiązanie zagadek, polegających na aktywowaniu właściwych przełączników czy przesunięciu bloków skalnych; te ostatnie przesuwać należy także chociażby w celu ominięcia pułapek. W określonych miejscach pojawiają się sekwencje quick time events, wymagające wciśnięcia w zadanym czasie przycisku pojawiającego się na ekranie. Przemierzając poziomy Lara może używać chwytaka magnetycznego do przemieszczania albo niszczenia przedmiotów, oświetlać ciemne miejsca latarką oraz używać elektronicznej lornetki do identyfikowania przedmiotów i elementów środowiska. Jednocześnie może nieść ze sobą trzy apteczki przywracające zdrowie. Zbieranie ukrytych na poziomach artefaktów odblokowuje szkice koncepcyjne, kody i dodatkowe ubiory dla postaci. W grze dostępne są także próby czasowe, wymagające ukończenia poziomów w zadanym limicie czasowym. Po ukończeniu głównego wątku fabularnego możliwe jest ponowne przejście gry, zastępując Larę modelem postaci Amandy.
Podczas walki celownik automatycznie blokuje się na przeciwnikach, możliwe jest też ręczne przełączanie się pomiędzy nimi. Lara może wchodzić w interakcje z niektórymi elementami środowiska, takimi jak chociażby łatwopalne beczki, żeby za ich pomocą wyeliminować wrogów. Domyślną bronią są dwa pistolety z nieograniczoną amunicją; poza nimi postać może wyposażyć się w broń dodatkową – karabin maszynowy, strzelbę czy granatnik – do których musi znaleźć pociski, żeby móc z nich korzystać. Amunicję znajduje przy pokonanych wrogach. Lara może także rzucać granaty, walczyć wręcz i na krótki czas ogłuszać przeciwników chwytakiem magnetycznym. Będąc w pobliżu wroga będącego na celowniku może skoczyć w jego kierunku, co na chwilę spowalnia czas, pozwalając na wyeliminowanie większej liczby przeciwników. Po utracie całego zdrowia Lara umiera, a gra rozpoczyna się od ostatniego punktu kontrolnego.
Wydania na Windowsa, konsole stacjonarne i PlayStation Portable dzielą tę samą zawartość i projekt poziomów. Wersja na PSP oferuje dodatkowo tryb „Tomb Trials”, w którym gracz na poziomach znanych z podstawowej wersji gry albo unika pułapek, albo poszukuje skarbów. Tryb rozegrać można zarówno w pojedynkę, jak i w dwie osoby – w tym drugim wariancie gracze rywalizują ze sobą przez sieć lokalną. Wersja na DS-a stanowi połączenie trójwymiarowego środowiska i dwuwymiarowych sprite’ów, a do poruszania się gracz wykorzystuje ekran dotykowy i mikrofon konsoli. Wydanie na Game Boya Advance opracowano jako dwuwymiarowy side-scroller. W wersji na urządzenia mobilne wykorzystano trzy poziomy z wydania windowsowego i konsolowego, na których wykorzystuje się dwa rodzaje aktywności. W sekwencjach platformowo-zręcznościowych Lara musi dostać się w wyznaczone miejsce, a w strzelankowych robić uniki i eliminować przeciwników z broni palnej. W obu typach rozgrywka jest liniowa, nie pozwalając graczowi na swobodę.

## Proces produkcji

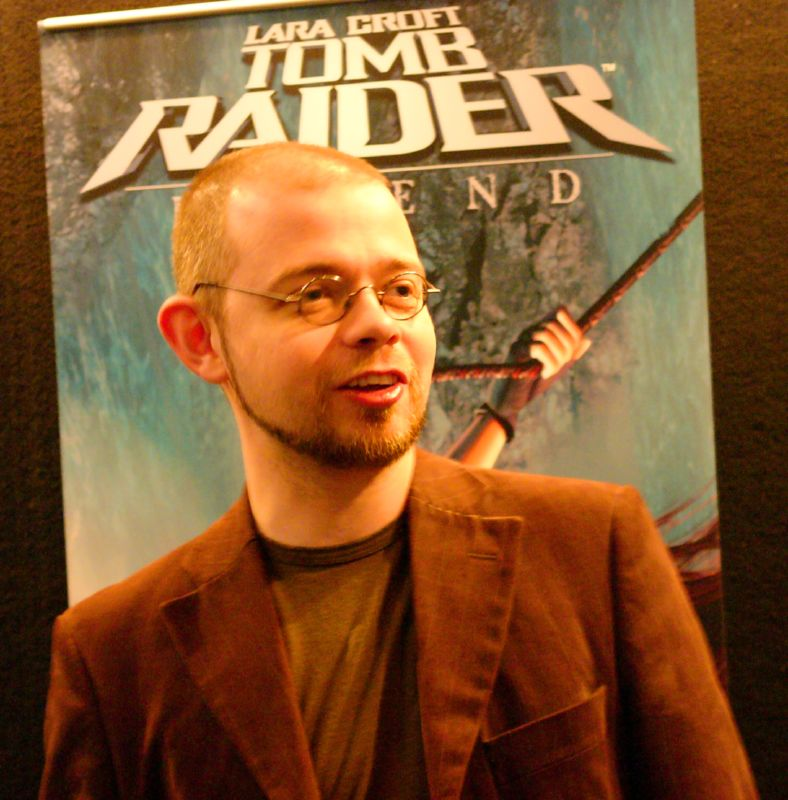
Toby Gard podczas Electronic Entertainment Expo w 2005.

Do 2003 roku kolejne części serii Tomb Raider powstawały w brytyjskim studiu Core Design. Po sukcesie pierwszej gry wydanej w 1996 roku, w latach 1997–2000 studio stworzyło cztery kontynuacje, także pozytywnie przyjęte przez recenzentów i sprzedające się w zadowalających wydawcę nakładach. Szósta część, The Angel of Darkness (2003), której produkcja naznaczona była licznymi problemami, została wydana w stanie nieukończonym, żeby mogła trafić do sprzedaży w okolicach premiery filmu kinowego Lara Croft Tomb Raider: Kolebka Życia (2003). Ze względu na mnogość problemów technicznych gra spotkała się z kiepskim odbiorem ze strony recenzentów, a Paramount Pictures obwiniło jej twórców za finansową porażkę Kolebki Życia. Słabe przyjęcie The Angel of Darkness, w połączeniu ze zmęczeniem serią pracowników Core Design, skutkowało skasowaniem planowanych kontynuacji gry i przekazaniem przez Eidos marki innemu studiu.
Produkcję nowej gry z serii powierzono Crystal Dynamics, znanemu przede wszystkim z serii Gex i Legacy of Kain. Za Legendę odpowiadał ten sam zespół, który pracował wcześniej nad Legacy of Kain: Defiance (2003). Według producenta Morgana Graya członkowie zespołu początkowo wyrazili zdumienie, że powierzono im kontynuowanie serii Tomb Raider, a dopiero potem uświadomili sobie, jakie wyzwanie przed nimi postawiono. Produkcja rozpoczęła się w 2004 i trwała około dwóch lat. Na etapie preprodukcji Crystal Design zwróciło się o pomoc do Toby’ego Garda, jednego ze współtwórców marki, reżysera pierwszej części i twórcy postaci Lary Croft. Podczas produkcji Legendy Gard pełnił funkcje starszego projektanta, konsultanta kreatywnego i projektanta postaci. Pomógł usprawnić animacje Lary, zaprojektował wygląd jej i części innych postaci oraz brał udział w pisaniu scenariusza scenariusza.

### Projekt gry
Zastanawiając się, w jaki sposób można przywrócić serię do łask po negatywnym odbiorze The Angel of Darkness, twórcy postanowili przede wszystkim na zmianę animacji postaci i porzucenie przestarzałego schematu sterowania oraz dostosowanie ich do współczesnych standardów. Część szósta rozgrywała się głównie w środowisku miejskim, co w recenzjach oceniono negatywnie, toteż w Legendzie postanowiono powrócić do eksplorowania ruin i grobowców. Nad poszczególnymi lokalizacjami pracowały niewielkie zespoły. Pierwszy poziom postanowiono osadzić w Boliwii, co uzasadniono faktem, że w takim środowisko Lara może wspinać się na urwiska skalne. Początkowo twórcy zakładali, że w grze nie znajdą się poziomy w środowisku miejskim, jednak po dyskusjach zmienili zdanie – uznano, że wprowadzenie ich urozmaici rozgrywkę, co doprowadziło do zaprojektowania poziomu w Tokio. Opracowując poszczególne miejsca twórcy posiłkowali się zdjęciami miejscowych pejzaży i architektury, żeby nadać projektowi poziomów autentyczności. Jeden z fragmentów Excalibura wstępnie miał znajdować się w innym miejscu Ameryki Południowej niż Peru i Boliwia, jednak twórcy uznali, że aż trzy poziomy nie powinny rozgrywać się na jednym kontynencie – akt ten przepisano, przenosząc jego akcję do Kazachstanu. Sekwencje jazdy na motocyklu scharakteryzowano jako odpowiednik minigier, mający zapewniać zmianę tempa pomiędzy poszczególnymi poziomami. Ze względu na konflikty w harmonogramie z gry usunięto sekwencję motocyklową wieńczącą akt rozgrywający się w Anglii.
W Legendzie całkowicie porzucono znany z poprzednich części schemat sterowania typu tank controls oraz poruszanie się po poziomach opartych na systemie siatki. Nowy system sterowania, nazwany przez twórców „płynnym poruszaniem się”, miał umożliwić graczowi łatwe nauczenie poruszania się postacią oraz nawigowania nią w przestrzeni. Walkę zaprojektowano z myślą o tym, że Lara jest wysportowaną poszukiwaczką przygód i zbalansowano ją w taki sposób, żeby była intuicyjna zarówno dla nowych graczy, jak i dla weteranów serii. Wszystkie ruchy postaci animowano ręcznie, co przełożyło się na długi czas tworzenia animacji, które ostatecznie stanowią od piętnastu do dwudziestu procent całego kodu programu. Na różnych etapach produkcji z gry usunięto niektóre animacje i przedmioty. Rozgrywkę oparto na realistycznej fizyce, będącej wówczas jeszcze rzeczą stosunkowo rzadką w grach komputerowych. Zespół postanowił napisać własny silnik fizyki zamiast korzystać z ogólnodostępnych na rynku rozwiązań, co pozwoliło na sprawniejsze zaprojektowanie zagadek, poziomów czy poruszania się w trójwymiarowym środowisku. Schemat sterowania i ogólny klimat zainspirowane zostały przez Ico (2001), a dodatkową inspiracją były także oryginalny Tomb Raider i Tomb Raider II. Przez pewien czas rozważano zaimplementowanie jakiejś formy rozgrywki wieloosobowej, ale ostatecznie zrezygnowano z niej, żeby w całości skoncentrować się na stworzeniu jak najbardziej dopracowanej gry dla jednego gracza.
Legenda powstała na znacząco rozbudowanej i zaktualizowanej wersji silnika wykorzystanego już do stworzenia Legacy of Kain: Soul Reaver (1999). Dużym wyzwaniem dla zespołu było stworzenie otwartego środowiska, ponieważ gry z serii Legacy of Kain opierały się w większości na dość ograniczonych lokalizacjach. Wymagało to zarówno przepisania silnika, jak i zmian w architekturze poziomów. Kluczową funkcją silnika było przetwarzanie strumieniowe, w ramach którego poszczególne poziomy podzielono na mniejsze segmenty, ładowane do pamięci urządzenia i usuwane z niej w zależności od tego, gdzie znajduje się Lara. Pozwoliło to na zaprojektowanie poziomów o dużej szczegółowości bez przekraczania limitów pamięci dostępnej dla poszczególnych platform. W późniejszym czasie twórcy przyznali, że jednoczesne projektowanie gry i przepisywanie jej silnika prowadziło do dyskusji na temat tego, które funkcje zachować bądź jak dostosować je do zmieniających się koncepcji. Sztuczną inteligencję przeprojektowano tak, żeby przeciwnicy reagowali na to, co robi Lara, dzięki czemu mogą chociażby ją oflankować albo wykryć, kiedy ta się skrada.

### Fabuła i postacie
Zespół postanowił zrebootować dotychczasową fabułę serii i zmienić biografię Lary. Pomimo tego zachowano wiele elementów pojawiających się w poprzednich częściach i ogólny zarys postaci – jak chociażby to, że jest ona brytyjską szlachcianką, co stanowiło ukłon wobec pracy Core Design i fanów wcześniejszych odsłon. Do zrewidowanej biografii wpleciono także niektóre elementy pojawiające się w adaptacjach filmowych z Angeliną Jolie, takie jak chociażby zmiana imienia ojca Lary – z Henshingly’ego na Richarda. Podtytuł Legenda wskazywać miał na powrót do korzeni – tak Lary, jak i serii. Fabułę przez cały cykl produkcyjny pisał i korygował na bieżąco trzyosobowy zespół scenarzystów. W odróżnieniu od poprzednich części, w których wykorzystywano nagrane wcześniej przerywniki filmowe, w Legendzie odtwarzane są one bezpośrednio na silniku gry.
Twórcy chcieli, żeby w grze pojawiła się jakaś postać z oryginalnej linii czasowej, co stanowiło problem, ponieważ większość pojawiających się w niej znaczących bohaterów drugoplanowych zginęła. Ostatecznie postanowili przedstawić nową wersję Zipa, wcześniej pojawiającego się gościnnie w Chronicles (2000). Wprowadzenie do scenariusza Zipa i Alistera pozwoliło na zwiększenie dynamiki scenariusza poprzez rozmowy radiowe, jakie prowadzi z nimi Lara. Rutland początkowo miał być „bardziej stereotypowym złolem w stylu »macho«”, ale postać przepisano, woląc, żeby Lara mierzyła się z przeciwnikiem inteligentnym, a nie karykaturalnym czy przerysowanym. W odświeżonej wersji historii Larę napędza chęć zrozumienia, co stało się z jej matką i – jeżeli będzie to możliwe – uratowania jej, podczas gdy poszukiwanie skarbów jest kwestią niejako drugorzędną. Chociaż w Legendzie wyjaśniono kwestię Excalibura, to wątek losów Amelii pozostał nierozwiązany, co miało spajać grę z jej planowanymi kontynuacjami. Główna oś fabularna nawiązuje do teorii monomitu Josepha Campbella, w którą wpleciono wątek legend arturiańskich.
Ważną częścią produkcji gry było przeprojektowanie samej Lary, w co mocno zaangażował się Gard. Jako bazę początkowo wykorzystano model postaci z The Angel of Darkness, do którego następnie wprowadzano poprawki, takie jak chociażby wyszczuplenie sylwetki czy złagodzenie ostrych rysów twarzy. Gard po dołączeniu do zespołu poprosił o możliwość zaprojektowania Lary od nowa, na co Crystal Dynamics przystało. Zmiany wprowadzone przez Garda obejmowały m.in. nowy strój i zastąpienie warkocza kucykiem. Projektując sylwetkę Gard dążył do zachowania karykaturalnej figury, realizm chcąc zachować w układzie kostnym i mięśniowym. Po zastosowaniu poprawek stwierdził, że nie wpłynęły one znacząco na osobowość Lary względem tego, jaka była w pierwszej grze, ale pozwolą one graczom na lepsze zżycie się z nią.
Na potrzeby gry rozpoczęto poszukiwania nowej aktorki głosowej mającej zastąpić Jonell Elliott, która wcielała się w Larę od The Last Revelation (1999). Finalnie obsadzono Keeley Hawes, znaną przede wszystkim z serialu telewizyjnego Tajniacy. Hawes została czwartą aktorką użyczającą głosu postaci w grach. Początkowo twórcy zwrócili się do Shelley Blond, dubbingującej Larę w pierwszej części; ta wyraziła zainteresowanie udziałem w projekcie, jednak ostatecznie Crystal Dynamics zdecydowało się na Hawes jako osobę bardziej rozpoznawalną. Eidos uznał ją za idealną aktorkę do roli, która „dzięki właściwemu wyważeniu proporcji pomiędzy szlacheckim pochodzeniem a charakternością może ożywić Larę Croft w całej jej okazałości”. Hawes otrzymała angaż na podstawie kwestii nagranych za namową jej agenta, który następnie wysłał taśmę do Crystal Dynamics. Na oficjalną modelkę Lary, wcielającą się w nią podczas publicznych wystąpień, wybrano Karimę Adebibe.

### Muzyka
Muzykę do gry skomponował Troels Brun Folmann, który wcześniej napisał muzykę do Project Snowblind (2005) jako zaliczenie na studia doktoranckie. Crystal Dynamics, zadowolone ze współpracy, zaproponowało mu dołączenie do zespołu producenckiego Legendy i opracowanie nowego systemu odtwarzania muzyki. Celem Folmanna było napisanie muzyki wyróżniającej się na tle innych towarzyszącym grom komputerowym, mającej oddawać stylistykę filmów hollywoodzkich. Pisząc ścieżkę dźwiękową do Legendy inspirował się twórczością różnych kompozytorów – zarówno klasycznych, jak i współczesnych. Była to wówczas najdłuższa ścieżka dźwiękowa, jaką skomponował, a ukończenie jej zajęło mu około dziewięciu miesięcy. Łącznie napisał od pięciu do siedmiu godzin muzyki, z czego w grze wykorzystano od czterech do pięciu godzin.
Folmann postanowił odrzucić „oczywiste” rozwiązanie w postaci muzyki wyłącznie orkiestrowej, zamiast tego łącząc ją z elektroniką, dopasowując całość do poszczególnych poziomów gry. Podczas gdy w tamtym czasie w większości gier komputerowych z reguły wykorzystywano kilka nagranych wcześniej utworów odtwarzanych w pętli przez cały poziom, Folmann chciał stworzyć zróżnicowaną ścieżkę dźwiękową dostosowującą się do poczynań gracza. Każdy poziom podzielony został na mniejsze etapy, dla których napisał różne warianty muzyki, płynnie przechodzącej ze spokojnej podczas eksploracji do bardziej intensywnej podczas walk z przeciwnikami. Chociaż rozwiązanie to nie zostało wymyślone przez Folmanna i było używane już wcześniej, to ograniczona pamięć konsol sprawiała, że wcześniej trudno było je skutecznie zaimplementować. Żeby poradzić sobie z ograniczeniami sprzętowymi Folmann stworzył system, który nazwał „mikrościeżką dźwiękową”. W jego ramach przez cały poziom słyszalny jest skomponowany na jego potrzeby motyw przewodni, na który nakładają się inne warstwy muzyki zmieniające się w zależności od tego, co dzieje się na ekranie.
Folmann używał dziewięciu komputerów, na każdym z nich opracowując inny element ścieżki dźwiękowej, co pozwoliło na stworzenie wielkoprzestrzennej partytury symfonicznej i ominięcie ograniczeń sprzętowych. Pisząc muzykę dla poszczególnych poziomów próbował wcielić się w gracza i wyobrazić sobie, jakie mogą towarzyszyć mu emocje – i tak, przykładowo, w posiadłości Croftów słychać spokojną muzykę, a ucieczce przed wężem morskim towarzyszy epicka partia orkiestrowa. Ważniejsze postacie otrzymały własne motywy muzyczne. Dla każdego poziomu dobrano przewodni dla niego instrument, nawiązujący do regionu świata, w którym rozgrywa się jego akcja. W tym celu Folmann zapoznawał się ze stylami muzycznymi charakterystycznymi dla poszczególnych obszarów, decydując się na wykorzystanie m.in. duduka, shakuhachi, afrykańskich bębnów i siku. Temat przewodni Legendy opiera się na linii melodycznej i słowach gaelickiej ludowej pieśni żałobnej „Ailein duinn”, w którą wkomponowano grany na duduku temat przewodni serii Tomb Raider – czteronutowy motyw muzyczny napisany przez Nathana McCree na potrzeby pierwszej części z 1996 roku.

## Dystrybucja i marketing
Powstawanie Legendy oficjalnie potwierdzono w kwietniu 2005. Dla Eidosu ważną częścią kampanii marketingowej było przedstawienie Lary z odpowiednim szacunkiem, ponieważ kampanie promujące poprzednie odsłony często krytykowano m.in. za nietrafiony dobór partnerów reklamowych czy przeseksualizowanie postaci. Duże znaczenie miały dobre relacje Crystal Dynamics z Eidosem, co pozwoliło studiu skoncentrować się całkowicie na ukończeniu gry, podczas gdy wydawca odpowiadał za jej promocję w prasie i podczas imprez branżowych.
Początkowo jako platformy docelowe wskazano komputery osobiste (PC) z Windowsem, PlayStation 2 i Xboksa. Legendę promowano jako debiut serii na konsolach Microsoftu, mający ukazać się zarówno na Xboksa, jak i Xboksa 360. W wersji na X360 zastosowano nowe efekty wizualne i oświetlenie. Podczas gdy resztę gry przeniesiono na tę platformę na podstawie wersji z PS2, oświetlenie wymagało napisania go od podstaw. Studio traktowało wersję na X360 jako równie ważną co ta na konsole Sony, na które gry z tej serii wydawano od samego jej początku. Po sukcesie Lego Star Wars: The Video Game (2005) na GameCubie Eidos postanowił przenieść Legendę także na tę platformę, dzięki czemu była ona pierwszą odsłoną cyklu wydaną na konsolę stacjonarną Nintendo. Wersja ta była portem z PS2 i Xboksa. Chociaż premiera gry była nieodległa od rynkowego debiutu Wii, twórcy nie rozważali wydania na tę platformę, ponieważ jej wersję deweloperską otrzymali otrzymali dopiero w momencie, kiedy zabierali się do prac nad Anniversary.
Podczas gdy Crystal Dynamics opracowało wersje na PS2 i X360, za porty na PC, Xboksa i GC odpowiadało Nixxes Software. W wersji na PC dodano opcję „grafiki następnej generacji”, pozwalającej uruchomić ją z lepszą oprawą graficzną, zbliżoną do wersji z X360. Port na PSP opracowało Buzz Monkey Software; jego podstawą jest wersja PS2, do której dodano kilka dostępnych tylko na tę platformę elementów. Za wydanie na GBA i DS-a odpowiadało Human Soft. Legenda jest pierwsza grą z serii wydaną na DS-a. W wersji tej zastosowano połączenie grafiki trójwymiarowej i dwuwymiarowych sprite’ów, dodano także skompresowane przerywniki filmowe nagrane na silniku gry na platformach o lepszych parametrach technicznych. Wydanie na GBA jest grą w pełni dwuwymiarową, w której fabułę przedstawiano za pomocą nieruchomych grafik, a wrażenie odległości symulowano poprzez przewijane paralaksy. Chociaż wersję na PSP opracowano na podstawie PS2 i wydano ją w zbliżonym czasie, to wersje na pozostałe urządzenia przenośne musiano stworzyć w całości od podstaw. Human Soft przyznało, że napisanie silnika łączącego w sobie grafikę dwu- i trójwymiarową na potrzeby DS-a było znaczącym wyzwaniem. Fathammer i Sixela Productions opracowały wersję na telefony komórkowe, która – w odróżnieniu od wcześniejszych Tomb Raiderów na te urządzenia – była w pełni trójwymiarowa i symulowała rozgrywkę z konsol stacjonarnych oraz komputerów. Wersję tę opracował dwudziestoosobowy zespół blisko współpracujący z Crystal Dynamics, żeby można było ją uruchomić na jak największej liczbie telefonów obsługujących grafikę trójwymiarową.
3 kwietnia 2006 na komputery osobiste udostępniono wersję demonstracyjną obejmującą pierwszy poziom; dzień później udostępniono ją także na X360. Po premierze gry wersja demonstracyjna na PC została zaktualizowana o możliwość włączenia ulepszonej grafiki. Wersje na PC, PS2, Xboksa i X360 trafiły do sprzedaży 7 kwietnia 2006 w Europie, 11 kwietnia w Ameryce Północnej i 13 kwietnia w Australii. Do europejskiego wydania pecetowego kilka dni po premierze wydano łatkę poprawiającą stabilność gry i eliminującą błędny techniczne. Wersję na PSP wydano 9 czerwca w Europie, 13 czerwca w Australii i 21 czerwca w Ameryce Północnej; na DS i GBA 10 listopada w Europie, 14 listopada w Ameryce Północnej i 17 listopada w Australii; a na GC 14 listopada w Ameryce Północnej i 1 grudnia w Europie. W Japonii wydania na PS2, X360 i PSP ukazały się 7 grudnia. Na telefonach komórkowych gra zadebiutowała w grudniu 2006; początkowo dostępna była wyłącznie w Europie dla abonentów sieci Orange. W Polsce nakładem Cenegi grę wydano na wybranych platformach: PS2 (12 maja), PC (26 maja), PSP (26 czerwca) i X360 (3 listopada); wersję na PC jako jedyną wydano z polską lokalizacją kinową.

## Odbiór
Tomb Raider: Legenda spotkała się z pozytywnym odbiorem ze strony recenzentów. Wielu z nich uznało, że dzięki niej seria wróciła na właściwe tory po ciągu mało udanych kontynuacji pierwszej części. Szczególną uwagę zwrócono na zmiany w projekcie, które pozwoliły dostosować markę do standardów współczesnych gier komputerowych. „Edge” chwalił kierunek artystyczny i zróżnicowane lokalizacje, mające zapewniać „więcej dramatyzmu niż niejedna gra dwukrotnie większa od Legendy”. Recenzent czasopisma chwalił też responsywne sterowanie i animacje, porównując je do Prince of Persia: Piasków Czasu (2003), krytykując jednak mało oryginalny system walki. W podsumowaniu stwierdzono, że Legenda „kładzie solidne podwaliny pod nieuniknione, ale mające teraz sens kontynuacje”.
Często chwalonymi aspektami były fabuła, grafika, projekt artystyczny poziomów oraz sekwencje platformowe i zagadki, najczęściej zaś krytykowano walkę, uznawaną za słabo zrealizowaną ze względu na uproszczone mechaniki i przewidywalną SI przeciwników. Pozytywnie oceniono zmianę schematu sterowania, dzięki czemu kierowanie postacią i przemieszczanie się po poziomach było znacznie łatwiejsze i przyjemniejsze niż w poprzednich odsłonach. Muzyka i oprawa dźwiękowa spotkały się z uznaniem ze względu na wysoką jakość i zróżnicowanie. Część recenzentów negatywnie oceniła stosunkowo krótki czas potrzebny do ukończenia gry, brak zróżnicowania projektu zagadek oraz sporadyczne problemy techniczne, takie jak chociażby spadki klatkażu.
Wersję na Xboksa 360 chwalono za lepszą grafikę niż na pozostałych konsolach, chociaż zauważono, że nie oferowała ona względem nich innych większych zmian. Wersję na komputery osobiste krytykowano za niski klatkaż po włączeniu grafiki następnej generacji. Port na PlayStation Portable chwalono za dodatkową zawartość dostępną tylko na tę platformę, część recenzentów zwróciła jednak uwagę na gorsze sterowanie i grafikę. Wydanie na DS-a uznano za przyzwoity wariant gry, nawet pomimo znacznie słabszego systemu walki i problemy powodowane ograniczeniami sprzętowymi konsoli, zaś wersję na Game Boya Advance krytykowano za przesadnie uproszczony projekt i kiepską wydajność. Levi Buchanan z IGN-u i Stuart Dredge z Pocket Gamer chwalili wersję na telefony komórkowe za wysoką jakość, zwrócili jednak uwagę na powtarzalną rozgrywkę i stwierdzili, że przeznaczona jest ona głównie dla fanów serii.

### Sprzedaż
W tygodniu premiery Legenda była najlepiej sprzedającą się grą w Wielkiej Brytanii, deklasującą Ojca chrzestnego. Pozostała na pierwszym miejscu przez następne dwa tygodnie, spadając na drugie po premierze Mistrzostw Świata FIF-y 2006, a następnie utrzymując się w pierwszej dziesiątce do lipca. Wydanie na PS2 otrzymało od Entertainment and Leisure Software Publishers Association platynowe wyróżnienie, przyznawane za sprzedaż w Wielkiej Brytanii co najmniej trzystu tysięcy kopii. W ogólnym rozrachunku Legenda była ósmą najlepiej sprzedającą się na tym rynku grą 2006 roku.
Według NPD Group Legenda była trzecią najlepiej sprzedającą się grą kwietnia 2006 w Ameryce Północnej. W Australii wersje na PS2 i X360 przez kilka tygodni od premiery znajdowały się wśród najchętniej kupowanych gier. Do końca czerwca 2006 na całym świecie sprzedano ponad 2,9 mln kopii, a do 2009 pomiędzy 3 a 4,5 mln kopii, co czyniło Legendę piątą najlepiej sprzedającą się odsłoną cyklu. Z okazji dwudziestopięciolecia serii poinformowano, że do czerwca 2021 sprzedano ponad 6,4 mln egzemplarzy.

### Nagrody i wyróżnienia
| Nagroda / organizacja                                | Rok  | Kategoria                                    | Nominowany           | Wynik     |
| ---------------------------------------------------- | ---- | -------------------------------------------- | -------------------- | --------- |
| 3. British Academy Games Award                       | 2006 | Najlepsza muzyka                             | Troels Brun Folmann  | wygrana   |
| 3. British Academy Games Award                       | 2006 | Najlepsza przygodowa gra akcji               | Tomb Raider: Legenda | nominacja |
| 3. British Academy Games Award                       | 2006 | Najlepszy scenariusz                         | Tomb Raider: Legenda | nominacja |
| 3. British Academy Games Award                       | 2006 | Najlepszy montaż dźwięku                     | Tomb Raider: Legenda | nominacja |
| 3. British Academy Games Award                       | 2006 | Najlepsza postać                             | Lara Croft           | nominacja |
| Spike Video Game Award                               | 2006 | Najlepsza postać kobieca                     | Lara Croft           | nominacja |
| Spike Video Game Award                               | 2006 | Najlepsza aktorka głosowa – ludzka kobieta   | Keeley Hawes         | nominacja |
| Spike Video Game Award                               | 2007 | Najlepsza mobilna gra akcji                  | Tomb Raider: Legenda | wygrana   |
| Spike Video Game Award                               | 2007 | Najlepsza mobilna gra roku                   | Tomb Raider: Legenda | nominacja |
| National Academy of Video Game Trade Reviewers Award | 2006 | Najlepsze sterowanie                         | Tomb Raider: Legenda | nominacja |
| Golden Joystick Award                                | 2006 | Gra roku                                     | Tomb Raider: Legenda | nominacja |
| Golden Joystick Award                                | 2006 | Najlepsza gra na komputery osobiste          | Tomb Raider: Legenda | nominacja |
| Golden Joystick Award                                | 2006 | Najlepsze gra na PlayStation                 | Tomb Raider: Legenda | nominacja |
| Golden Joystick Award                                | 2006 | Najlepsza gra na Xboksa                      | Tomb Raider: Legenda | nominacja |
| Golden Joystick Award                                | 2006 | Najlepsza gra wg kobiet                      | Tomb Raider: Legenda | nominacja |
| Golden Joystick Award                                | 2006 | Ulubiona postać                              | Lara Croft           | wygrana   |
| Game Audio Network Guild Award                       | 2007 | Muzyka roku                                  | Tomb Raider: Legenda | wygrana   |
| TEC Award                                            | 2007 | Najlepszy montaż dźwięku w grze komputerowej | Tomb Raider: Legenda | wygrana   |

## Kontynuacje
Retrospektywnie Legenda uważana jest za grę, która przywróciła recenzentom oraz graczom wiarę w serię Tomb Raider i Larę Croft. Po jej sukcesie Crystal Dynamics wydało w 2007 Tomb Raider: Anniversary, remake pierwszej gry, w którym wprowadzono pewne zmiany w fabule, żeby dopasować ją do nowej linii czasowej. Po premierze Legendy rozpoczęto także prace nad jej bezpośrednią kontynuacją, Tomb Raider: Underworld, która trafiła do sprzedaży w 2008. Buzz Monkey Software opracowało remaster gry, który w marcu 2011 – wraz z Anniversary i Underworld – wydano na PlayStation 3 w ramach kompilacji The Tomb Raider Trilogy. Hawes ponownie użyczyła głosu Larze w kontynuacjach oraz w serii spin-offów zapoczątkowanej w 2010 przez Lara Croft and the Guardian of Light. Anaya Imanu pojawia się w mobilnej grze free-to-play Tomb Raider Reloaded z 2023 jako postać wspomagająca Larę w walce.